# كرميل (كورنوال)
كرميل (بالإنجليزية: Cremyll)‏ هي قرية تقع في المملكة المتحدة في كورنوال.